# Bole, Ghana

Bole är en ort i nordvästra Ghana. Den är huvudort för distriktet Bole, och folkmängden uppgick till 12 921 invånare vid folkräkningen 2010.